# Körösszegapáti
Körösszegapáti is een plaats (község) en gemeente in het Hongaarse comitaat Hajdú-Bihar. Körösszegapáti telt 1002 inwoners (2001). De gemeente had in 2011 een Roemeense minderheid van 15%.
In 1910 had de gemeente 2138 inwoners: 1448 Hongaarse, 3 Duitse en 687 Roemeense inwoners. Hierbij waren de Roemenen met 32% een belangrijk deel van de bevolking.